# Trojkřídlec Wilfordův
Trojkřídlec Wilfordův (Tripterygium wilfordii) je druh rostliny z čeledi jesencovité (Celastraceae).

## Charakteristika
Opadavé šplhavé keře až polodřevnaté liány, dorůstající do výše 2 až 6 (vzácněji až 10) metrů. Větévky jsou slabě hranaté, se střídavými zubatými listy s čárkovitými palisty. Listy jsou lysé nebo řídce pokryté hnědavými chlupy. Květy jsou jedno nebo oboupohlavné, v bohatých latovitých květenstvích, pětičetné. Ve středu květu je přítomen pohárkovitý nektáriový terč. Gyneceum ze 3 plodolistů, v každém plodolistu jsou 2 vajíčka. Plodem je jednosemenná samara se 3 křídly.
Druh se vyskytuje ve východní Asii od severovýchodního Myanmaru přes Čínu po Koreu a Japonsko. Roste ve smíšených lesích od nížin do hor v nadmořské výšce 100 až 3500 m.

## Taxonomie
Některé zdroje uvádějí 3 druhy rodu, mimo Tripterygium wilfordii ještě T. regelii a T. hypoglaucum, v jiných jsou vedena jako synonyma Tripterygium wilfordii a dané taxony vřazeny do tohoto druhu.

## Použití
Trojkřídlec Wilfordův lze použít v ČR jako okrasnou rostlinu. Má sbírkový význam.
Rostlina je využívána v tradiční čínské medicíně při léčení horečky a zimnice, otoků a vředů. Současná medicína zkoumá možnosti využití při léčbě revmatoidní artritidy, chronické hepatitidy, zánětu ledvin, Bechtěrevovy nemoci a různých kožních problémů.